# Списак основних школа у Колубарском округу
Списак државних основних школа у Колубарском управном округу односно Граду Ваљеву, општинама Осечина, Уб, Лајковац, Мионица и Љиг.

## Град Ваљево
| Основна школа                    | Адреса                                  | Година оснивања | Ранији називи                                     |
| -------------------------------- | --------------------------------------- | --------------- | ------------------------------------------------- |
| ОШ „Андра Савчић”                | Јована Дучића 5, Ваљево                 | 1951.           | —                                                 |
| ОШ „Владика Николај Велимировић” | Сувоборска 48, Ваљево                   | 1951.           | ОШ „Миша Дудић”                                   |
| ОШ „Десанка Максимовић”          | Владимира Назора 2, Ваљево              | 1978.           | ОШ „Ваљевски НОП одред”                           |
| ОШ „Драгољуб Илић”               | Драчић бб, Драчић                       | 1903.           | —                                                 |
| ОШ „Здравко Јовановић”           | Поћута бб, Поћута                       | —               | —                                                 |
| ОШ „Илија Бирчанин”              | Бобова 170, Ставе                       | —               | —                                                 |
| ОШ „Милован Глишић”              | Др Питовића 6, Ваљево                   | —               | —                                                 |
| ОШ „Милован Глишић”              | Ваљевска Каменица бб, Ваљевска Каменица | 1824.           | —                                                 |
| ОШ „Милош Марковић”              | Доње Лесковице бб, Лелић                | 1976.           | Основна школа Доње Лесковице                      |
| ОШ „Нада Пурић”                  | Владике Николаја 33, Ваљево             | 1953.           | —                                                 |
| ОШ „Прота Матеја Ненадовић”      | Бранковина бб, Бранковина               | 1830.           | „Десанкина школа”                                 |
| ОШ „Свети Сава”                  | Попучке бб, Попучке                     | 1900.           | —                                                 |
| ОШ „Сестре Илић”                 | Милована Глишића 45, Ваљево             | 1959.           | —                                                 |
| ОШ „Стеван Филиповић”            | Дивци бб, Дивци                         | 1952.           | Нижа Гимназија                                    |
| Прва основна школа               | Карађорђева 122, Ваљево                 | 1951.           | Прва мешовита осмолетка „Жикица Јовановић Шпанац” |

## Општина Осечина
| Основна школа      | Адреса                  | Година оснивања | Ранији назив                                     |
| ------------------ | ----------------------- | --------------- | ------------------------------------------------ |
| ОШ „Браћа Недић”   | Браће Недић 30, Осечина | 1951.           | —                                                |
| ОШ „Војвода Мишић” | Краља Петра 50, Пецка   | 1841.           | Царинска школа у Пецкој · ОШ „Чеда Милосављевић” |

## Општина Уб
| Основна школа         | Адреса                      | Година оснивања | Ранији назив |
| --------------------- | --------------------------- | --------------- | ------------ |
| ОШ „Петар Стојановић” | Краља Петра Првог 13, Уб    | 1977.           | —            |
| ОШ „Душан Даниловић”  | Радљево бб, Радљево         | 1842.           | —            |
| ОШ „Милан Муњас”      | Вука Караџића 25, Уб        | 1820.           | —            |
| ОШ „Рајко Михаиловић” | Карађорђева бб, Бањани      | 1961.           | —            |
| ОШ „Свети Сава”       | Памбуковица бб, Памбуковица | 1898.           | —            |

## Општина Лајковац
| Основна школа          | Адреса                  | Година оснивања | Ранији назив |
| ---------------------- | ----------------------- | --------------- | ------------ |
| ОШ „Димитрије Туцовић” | Јабучје бб, Јабучје     | 1842.           | —            |
| ОШ „Миле Дубљевић”     | Светог Саве 3, Лајковац | 1936.           | —            |

## Општина Мионица
| Основна школа              | Адреса                     | Година оснивања | Ранији назив        |
| -------------------------- | -------------------------- | --------------- | ------------------- |
| ОШ „Војвода Живојин Мишић” | Рајковић бб, Рајковић      | 1888.           | ОШ „Милован Глишић” |
| ОШ „Милан Ракић”           | Кнеза Грбовића 31, Мионица | 1864.           | ОШ „Драгојло Дудић” |

## Општина Љиг
| Основна школа        | Адреса                       | Година оснивања | Ранији назив |
| -------------------- | ---------------------------- | --------------- | ------------ |
| ОШ „Сава Керковић”   | Светог Саве 22, Љиг          | 1955.           | —            |
| ОШ „Сестре Павловић” | Вука Караџића 27, Белановица | 1815.           | —            |